# Euploea bismarckiana
Euploea bismarckiana är en fjärilsart som beskrevs av Hans Fruhstorfer 1900. Euploea bismarckiana ingår i släktet Euploea och familjen praktfjärilar. Inga underarter finns listade i Catalogue of Life.